# Pachi Bustos
Pachi Bustos Peñafiel es una directora y guionista de cine chilena.
Estudió periodismo en la Universidad Diego Portales.Es Master en Teoría y Práctica del Documental Creativo de la Universidad Autónoma de Barcelona.
Ha sido la directora de varios documentales chilenos, siendo más reconocida por Cuentos sobre el futuro, cinta por la cual ganó el festival SANFIC en 2012 y Premio Pedro Sienna al Mejor Documental 2013.Ha dirigido los largometrajes documentales Actores Secundarios (2004), Ángeles Negros (2007), Cuentos sobre el futuro (2012) y Haydee y el pez volador (2019).  Además ha trabajado como investigadora, docente, guionista y realizadora en programas de televisión.
Otros documentales por las cuales ha sido reconocida son Ángeles Negros (2008), ganadora como mejor directora en los premios Pedro Sienna de 2008.
Directora:
- Haydee y el pez volador (2019) Largometraje documental
- Cuentos sobre el futuro (2012) Largometraje documental
- Ángeles Negros (2007) Largometraje documental
- Actores secundarios (2004) Largometraje documental
- Video sombra: de la galaxia a la modelo (2000) Cortometraje documental

Guionista:
- Haydee y el pez volador (2019) Largometraje documental
- Cuentos sobre el futuro (2012) Largometraje documental
- Un siglo por Chile (2012) Largometraje documental
- Ángeles Negros (2007) Largometraje documental
- Actores secundarios (2004) Largometraje documental
- Video sombra: de la galaxia a la modelo (2000) Cortometraje documental

Producción:
- Una mujer, un país (2006) Largometraje documental
- Malditos, la historia de Fiskales ad hok (2004) Largometraje documental

Asistente de dirección:
- Calle Santa Fe (2007) Largometraje documental